# Bizon leśny
Bizon leśny (Bos bison athabascae) – podgatunek bizona amerykańskiego występujący w północnej części Ameryki Północnej. Jego pierwotny obszar występowania obejmuje znaczną część lasów borealnych Alaski, Jukon, zachodnich Terytoriów Północno-Zachodnich, północno-wschodniej Kolumbii Brytyjskiej, północnej Alberty oraz północno-zachodniego Saskatchewan. Widnieje on na liście zagrożonych gatunków Komitetu ds. Statusu Zagrożenia Dzikiej Przyrody w Kanadzie.

## Wygląd
Bizon leśny (samce ponad 900 kg) jest cięższy od bizona preriowego (Bos bison bison) co czyni go najcięższym zwierzęciem lądowym Ameryki Północnej. Najwyższy punkt na ciele (kłąb) bizona leśnego znajduje się przed jego kończynami piersiowymi. W przypadku bizona preriowego występuje on bezpośrednio nad nimi. Bizony leśne posiadają również większe rogi, ciemniejsze umaszczenie oraz mniejsze owłosienie na kończynach piersiowych oraz brodzie.

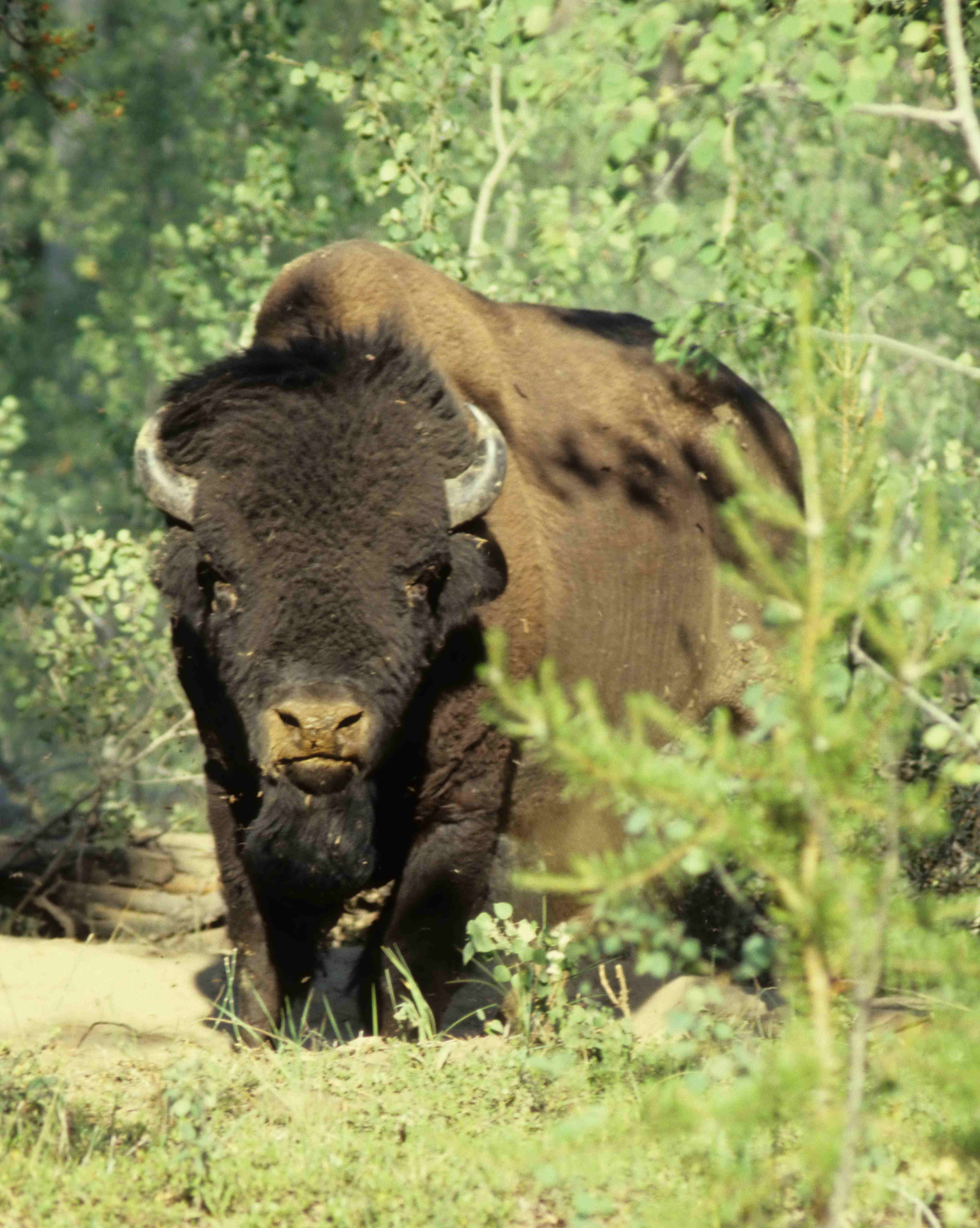
Bizon leśny w Parku Narodowym Bizona Leśnego